# Gamaliel

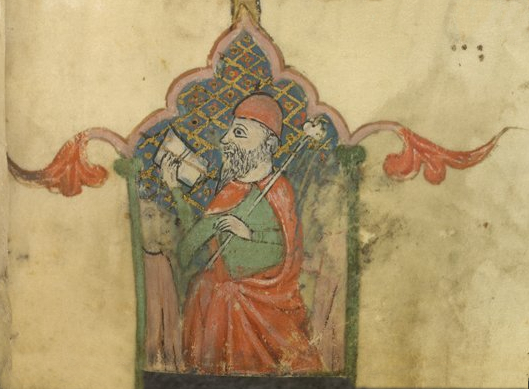
Gamaliel.

Gamaliel var en judisk skriftlärd i Jerusalem under första århundradet e.Kr. Rabbi Gamaliel var sonson till Hillel och var en ledande rabbin, som troligen dog år 52. Han är den ende judiske skriftlärde som någonsin innehaft titeln Rabbah, vilket är högre än Rabbi, och han är troligen den enda som kommer ha haft titeln, eftersom den judiska domstolen Sanhedrin måste utse bäraren, och Sanhedrin finns inte mer.
Gamaliel nämns i Bibeln som aposteln Paulus lärare i Apostlagärningarna 5:34 och 22:3.